# Peng Dehuai

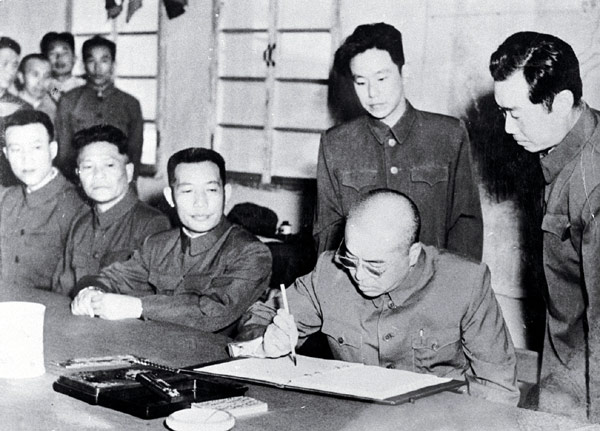
Peng Dehuai signant l'armistici que acaba amb la guerra de Corea (1953)

En aquest nom xinès, el cognom és Dehuai.
Peng Dehuai (xinès (Xina): 彭德怀)  (xian de Xiangtan, 24 d'octubre de 1898 - Pequín, 29 de novembre de 1974) va ser un cap militar comunista xinès. Ministre de Defensa, fou marginat arran d'una crítica a Mao Zedong amb motiu dels errors comesos en el Gran Salt Endavant. Durant la Revolució Cultural va sofrir diverses represàlies.

## Dades biogràfiques
La família de Peng Dehuai era molt humil. Va néixer el 1898 a Xiangtan, província de Hunan i d'ençà que era un nen orfe de mare va realitzar treballs molt durs (en una mina de carbó i en la construcció de dics), ja que el pare no podia treballar per la seva malaltia. Als setze anys ingressa a l'exèrcit del Kuomingtang (KMT) on arribarà al grau de caporal. El 1922 ingressa a l'Escola Militar d'Oficials a Hunan. Va ser un dels fundadors de l'Exèrcit Popular d'Alliberament de la Xina. Fou ministre de Defensa del 1954 al 1959. Va morir als 76 anys a conseqüència d'un càncer a la ciutat de Pequín.

## Trajectòria política
Col·laborà amb l'ala esquerrana del KMT i s'afilià l'abril de 1928 al Partit Comunista de la Xina (PCX). El 1927 arran de les purgues de Chiang Kai-shek veu obligat a fugir. Membre del 7è Politburó del PCX (1945). A més de comandant de les tropes xineses (oficialment "voluntaris del poble xinès") a la denominada "Guerra de Resistència als Estats Units i d'Ajuda a Corea" (1950-1953) fou, simultàniament, comissari polític.

## L'Exèrcit Roig
El 1916 s'afilià a l'Exèrcit de Hunan del qual va arribar a ser-ne oficial. L'estiu de 1927 s'havia amotinat contra l'exèrcit nacionalista encapçalant 800 homes. Quan els dirigents de Moscú i Xangai van voler agrupar les forces armades comunistes amb la intenció de crear un estat comunista a la Xina, Peng va rebre ordres de reunir-se amb Mao, el qual el va considerar un subordinat seu cosa no prevista pel partit. A principis de la dècada dels anys 1930 del segle passat, l'exèrcit de Peng havia crescut i ja reunia 15.000 homes (igual que l'exèrcit de Zhu De (denominat de Zhu i Mao) i, a partir d'aquell moment, ja va ser tractat com un exèrcit a part del de Mao. Aviat esdevé un dels responsables de l'exèrcit roig. Concentrà els seus esforços en la formació i en fer-lo més operatiu. El seu concepte militar era diferent de la de Lin Biao que era partidari de la lluita guerrillera mentre que Peng considera que una batalla frontal podria esclafar l'enemic. Té un paper destacat en la guerra civil contra el KMT i participa en la Llarga Marxa comandant el 3r Exèrcit. Serà un dels líders que donarà suport a la promoció de Mao.
En la guerra contra els japonesos serà l'adjunt de Zhu De i participa en diverses accions ofensives com la Campanya dels Cent Regiments (1940). Va ser responsable de les principals derrotes dels invasors però a causa de les baixes dels vencedors i el millor armament dels enemics (que comptava amb l'aviació), els comunistes no van poder retenir el territori recuperat i per aquest motiu fou molt criticat. I es torna a enfortir la lluita guerrillera.
Quan esclata de nou la guerra civil un cop vençut l'exèrcit japonès, serà un dels caps militars que encerclarà Pequín. Dirigirà les tropes que ocupen Shaanxi, Gansu, Qinghai i Ningxia.

## Els inicis de la República Popular de la Xina
El 1950 com a comandant en cap de les tropes xineses combat a la guerra de Corea on va posar en serioses dificultats a les tropes nord-americanes i els seus aliats en diverses ocasions. L'abril del 1952 torna a la seva pàtria i treballa en la Comissió Militar Central. El 1954 fou designat Sotsprimer Ministre del Consell d'Estat i Ministre de Defensa de la República Popular de la Xina i el 1955 obté el grau de mariscal.

## Caiguda en desgràcia
Si bé no es pot considerar Peng un aperturista (era reticent a la Campanya de les Cent Flors, realment estava preocupat per les conseqüències negatives del Gran Salt Endavant i, a la Conferència de Lushan va escriure una crítica a Mao (que no es va fer pública). Aquest va maniobrar perquè deixés el càrrec de Ministre de Defensa promocionant Lin Biao que era contrari a les idees de Peng en el sentit de modernitzar i professionalitzar l'exèrcit, que no havia de sofrir massa interferències polítiques. Peng Dehuai va ser sotmès a una detenció domiciliària a Chengdu, província de Sichuan. Més endavant a la Revolució Cultural (1966), va ser atacat pels Guardes Rojos que el van humiliar públicament i colpejar fins a causar-li lesions a l'esquena. Al cap d'uns mesos va poder ser alliberat i tornà al seu domicili arrestat.

## Rehabilitació
A la 11è reunió del Comité Central del PCX (1978) el seu cas va ser revisat, declarant nul·les les acusacions fetes en el seu contra i es van reconèixer els seus mèrits.
Existeixen tres pel·lícules que tracten de la vida del general Peng Dehuai:
- " El General Peng Dehuai" (xinès simplificat: : 彭大将军) del 1988. Dirigida per Liu Bin, Liu Haoxue i Li Yucai.
- "El jove Peng Dehuai" (en xinès simplificat: 少年彭德怀).1985.
- "Històries del General Peng Dehuai" (en xinès simplificat: 悠悠故人情)
- Mao. La Historia desconocida de j, Chang i J. Halliday. Pàgs. 109